# Papilio paradoxa
Espèce
Papilio paradoxa ou Grand mime bleu est une espèce de lépidoptères (papillons) de la famille des Papilionidae. L'espèce est présente dans le nord-est de l'Inde (Assam), en Birmanie, en Thaïlande, en Indochine et en Indonésie. Elle imite l'apparence d'espèces de papillons toxiques du genre Euploea.

## Description

### Imago

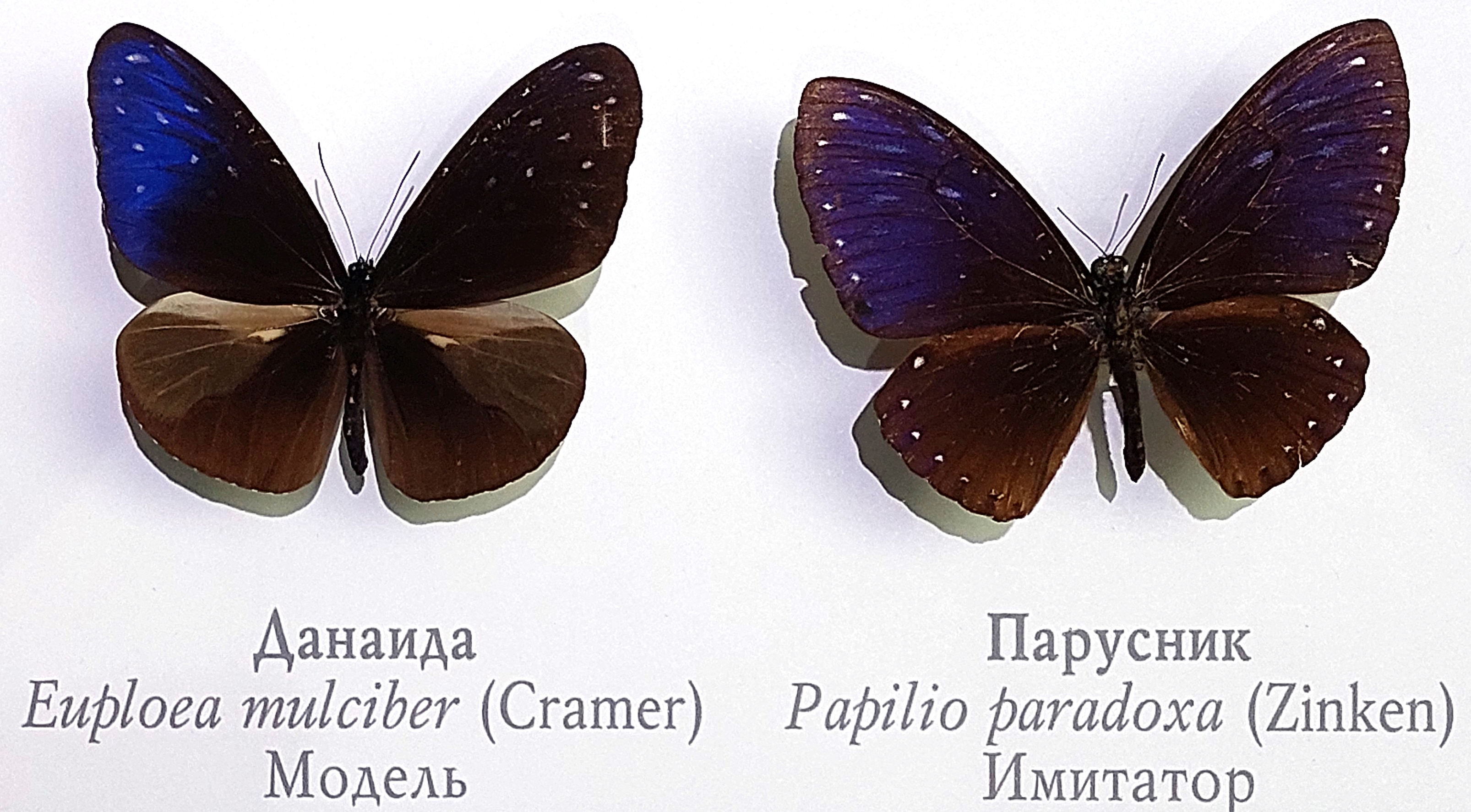
Euploea mulciber et Papilio paradoxa.

Cette espèce présente un dimorphisme sexuel et les deux sexes sont en outre polymorphiques. Papilio paradoxa imite différentes espèces d'Euploea (mimétisme batésien), principalement Euploea mulciber, Euploea radamantus et Euploea eyhdhovii,.
L'envergure est de 120–150 mm pour la sous-espèce telearchus. 
Le deux sexes ont des ailes marron terne, sans queues. À l'avers les ailes antérieures du mâle sont en grande partie bleu irisée, avec des séries de points et de macules blanches, plus ou moins nombreuses selon les formes et les sous-espèces. Certains mâles de la sous-espèce telearchus ont une large macule blanche couvrant la plus grande partie de la cellule de l'aile et qui est cernée de bleu irisée. Les ailes postérieures portent une série de petites macules blanches submarginales, en nombre variable, et parfois une large macule blanche.
Au revers les ailes du mâle sont marron, avec des séries de macules blanches submarginales. Les spécimens ayant de larges macules blanches à l'avers les ont également au revers.

À l'avers la femelle porte sur les ailes antérieures deux séries de macules blanches submarginales, et des marques blanches allongées dans une partie des espaces interveineux. Les ailes postérieures portent une série de macules blanches submarginales et des marques blanches dans les espaces intraveineux. Certains spécimens ont en outre de larges macules blanches sur les ailes antérieures et postérieures, à l'avers et au revers, ou peuvent présenter quelques irisation bleutées à l'avers,.

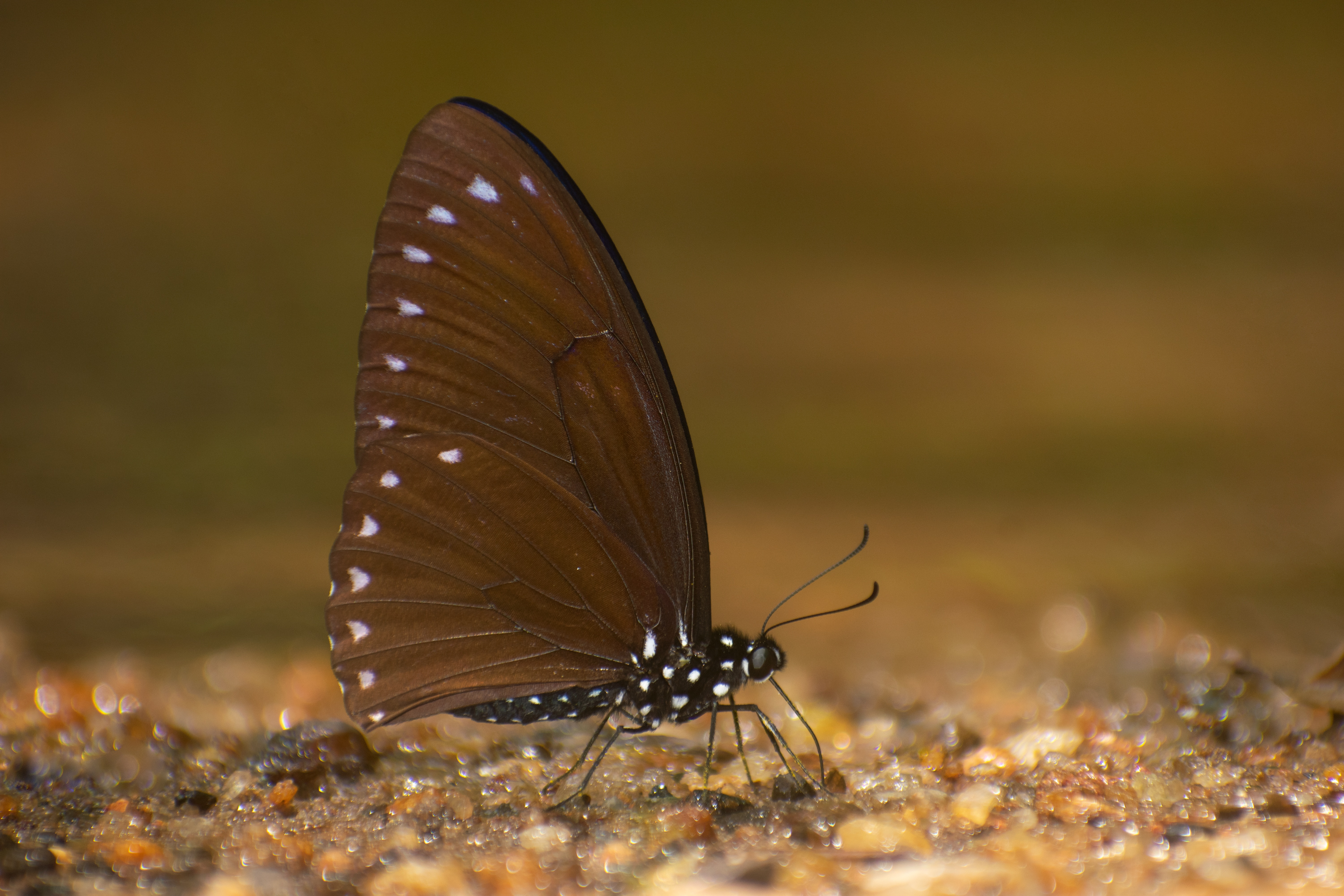
Papilio paradoxa mâle, ailes repliées.
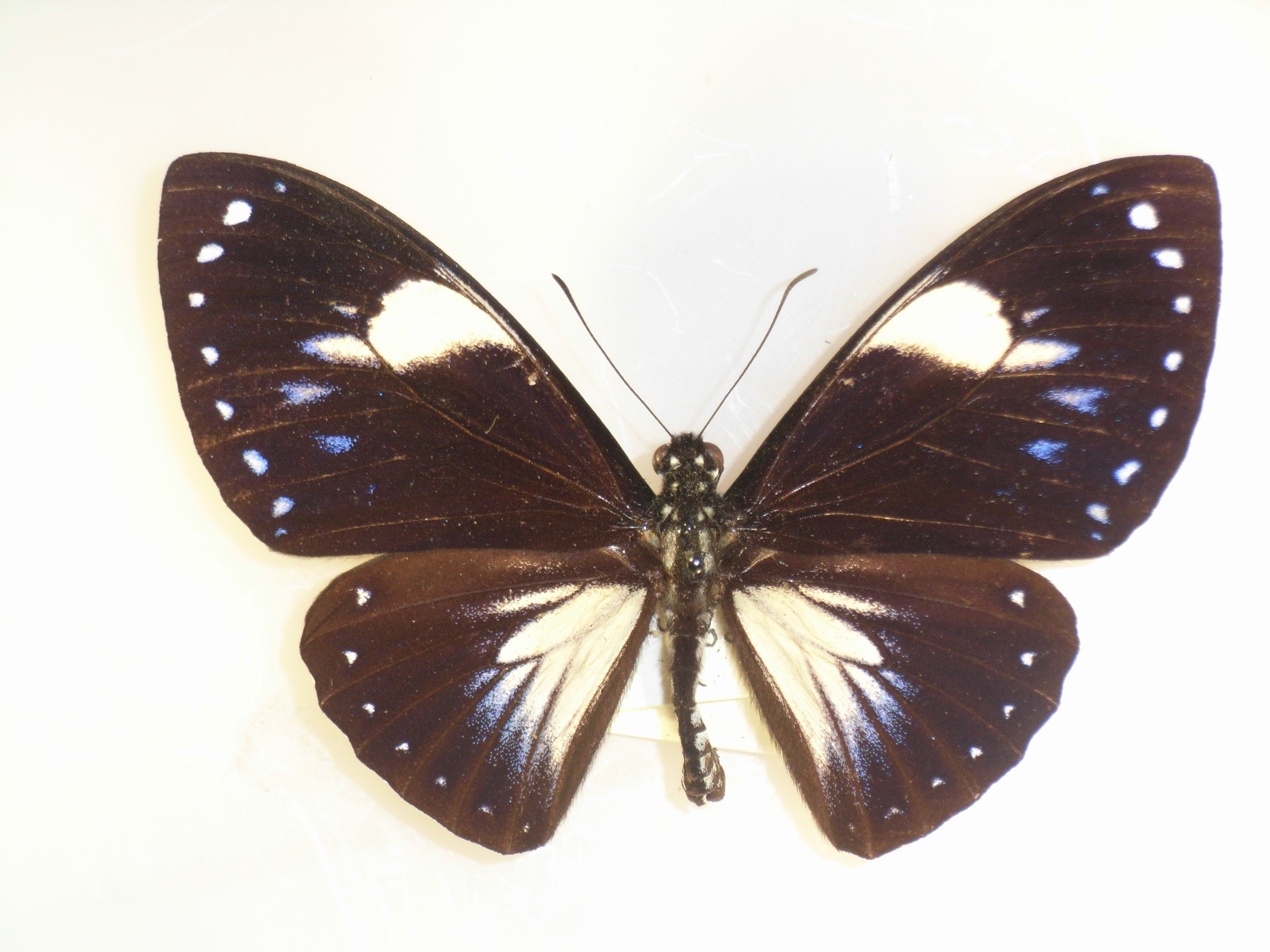
Papilio paradoxa aenigma mâle, forme avec larges macules blanches.
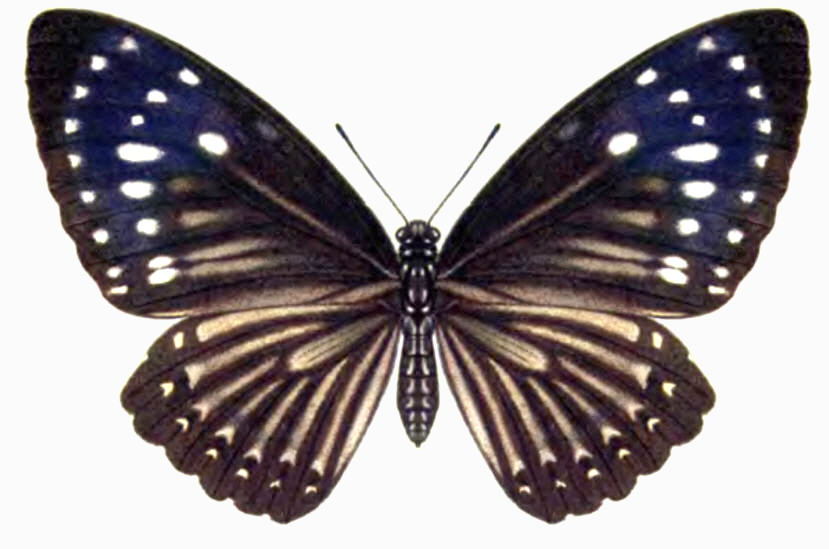
Papilio paradoxa femelle (illustration).

### Juvéniles
La chenille est épineuse, marron foncé avec des motifs noirs. Elle présente de larges macules jaune pâle et des points rouges.

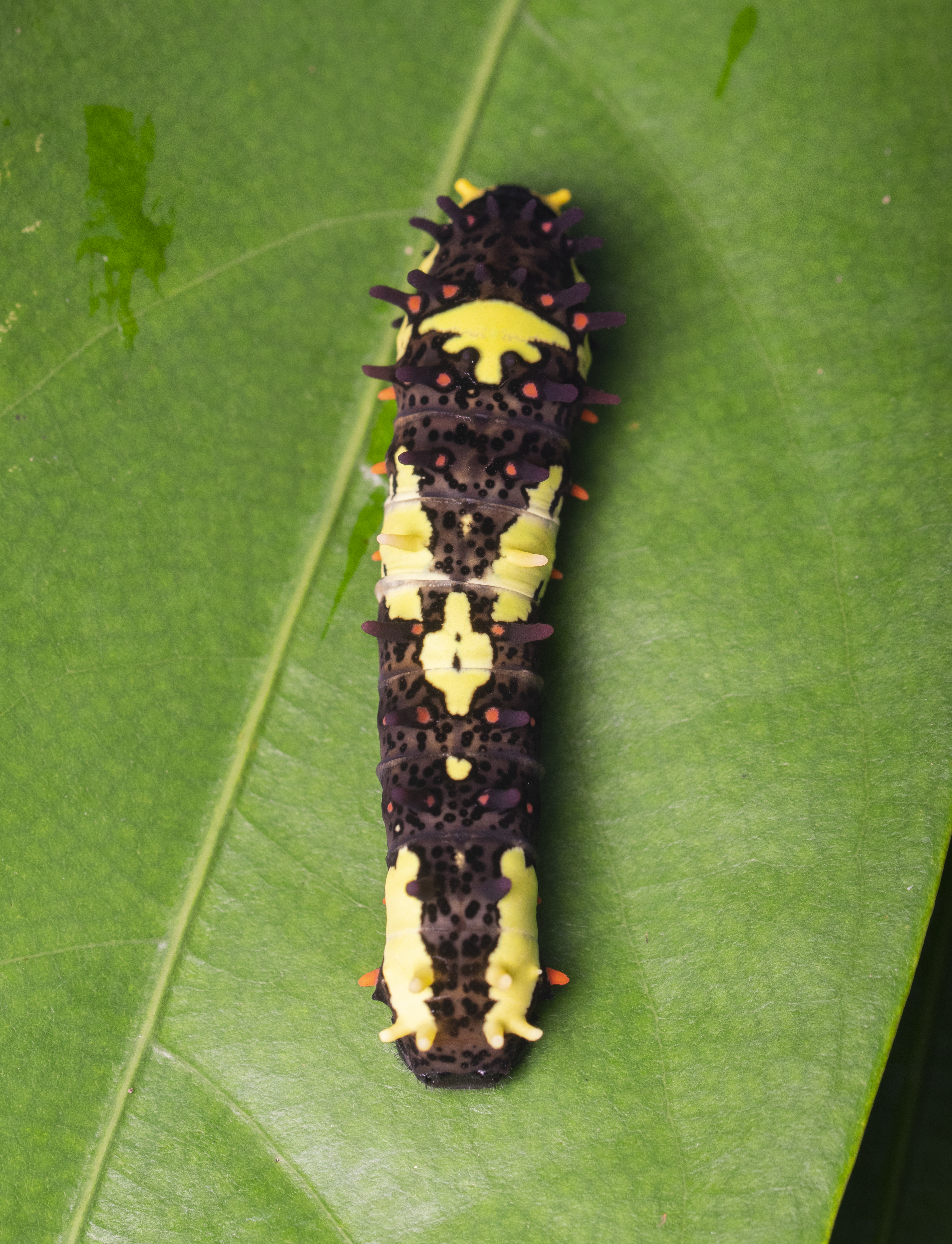
Chenille (vue dorsale).
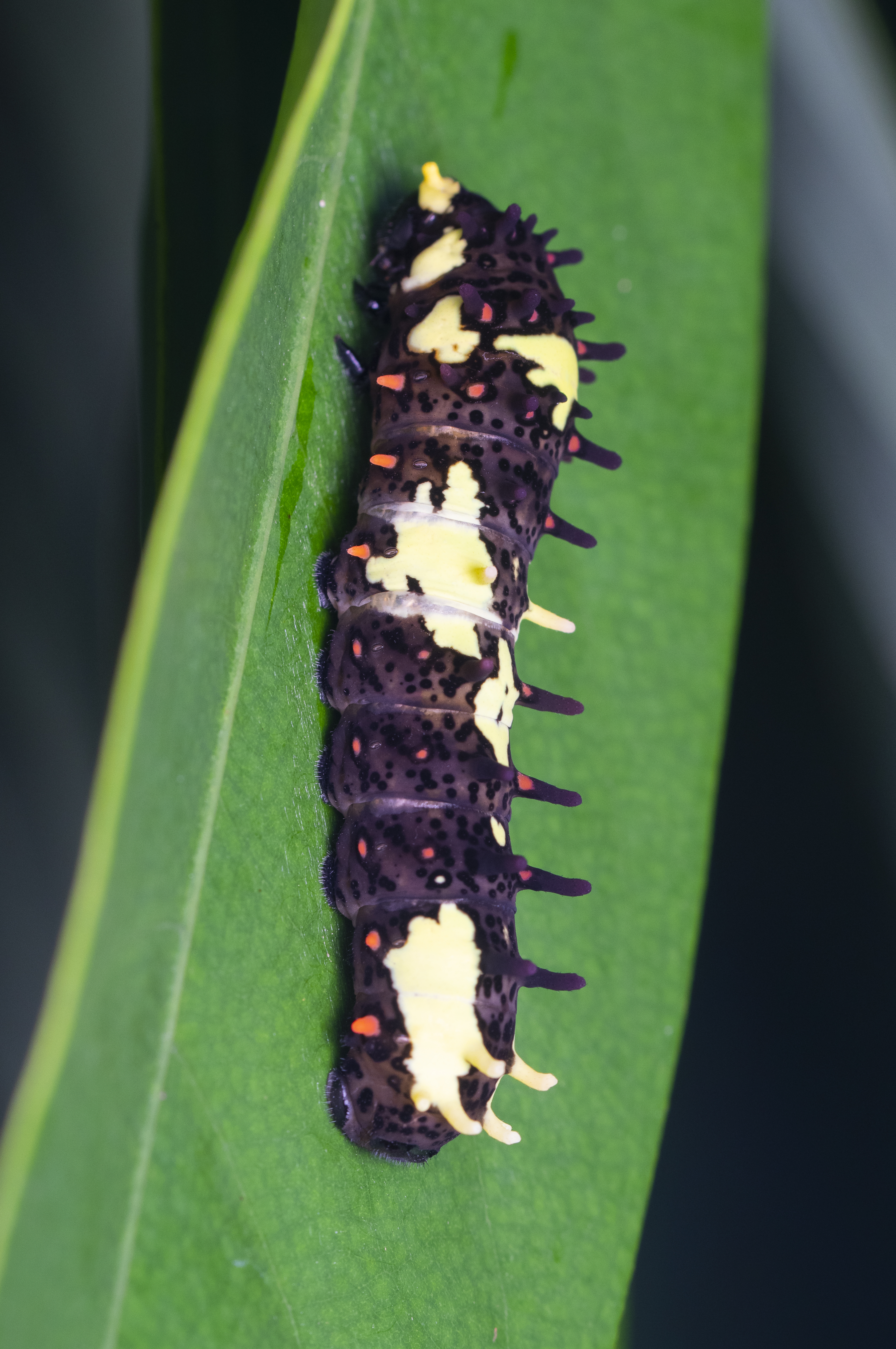
Chenille (vue latérale).

## Écologie
La femelle pond ses oeufs sur la plante-hôte. Cette espèce utilise comme plante-hôte des espèces des genres Cinnamomum et Litsea. La chenille se nourrit des feuilles de la plante-hôte puis se change en chrysalide. 
Les adultes se nourrissent du nectar des fleurs et les mâles se posent souvent sur les berges des ruisseaux pour faire du mud-puddling.

## Habitat et répartition
L'espèce est présente dans l'est de l'Inde (Assam), le sud de la Birmanie, la Thaïlande, le nord du Vietnam, le sud du Yunnan, la Péninsule Malaise et les îles de Java, Bornéo, Sumatra, Bangka, Nias, Batu et Palawan. L'espèce vit dans les forêts, principalement entre 30 et 800 m d'altitude pour la sous-espèce aenigma et entre 30 et 1000 m d'altitude pour telearchus.

Carte de l'Asie du Sud-Est.
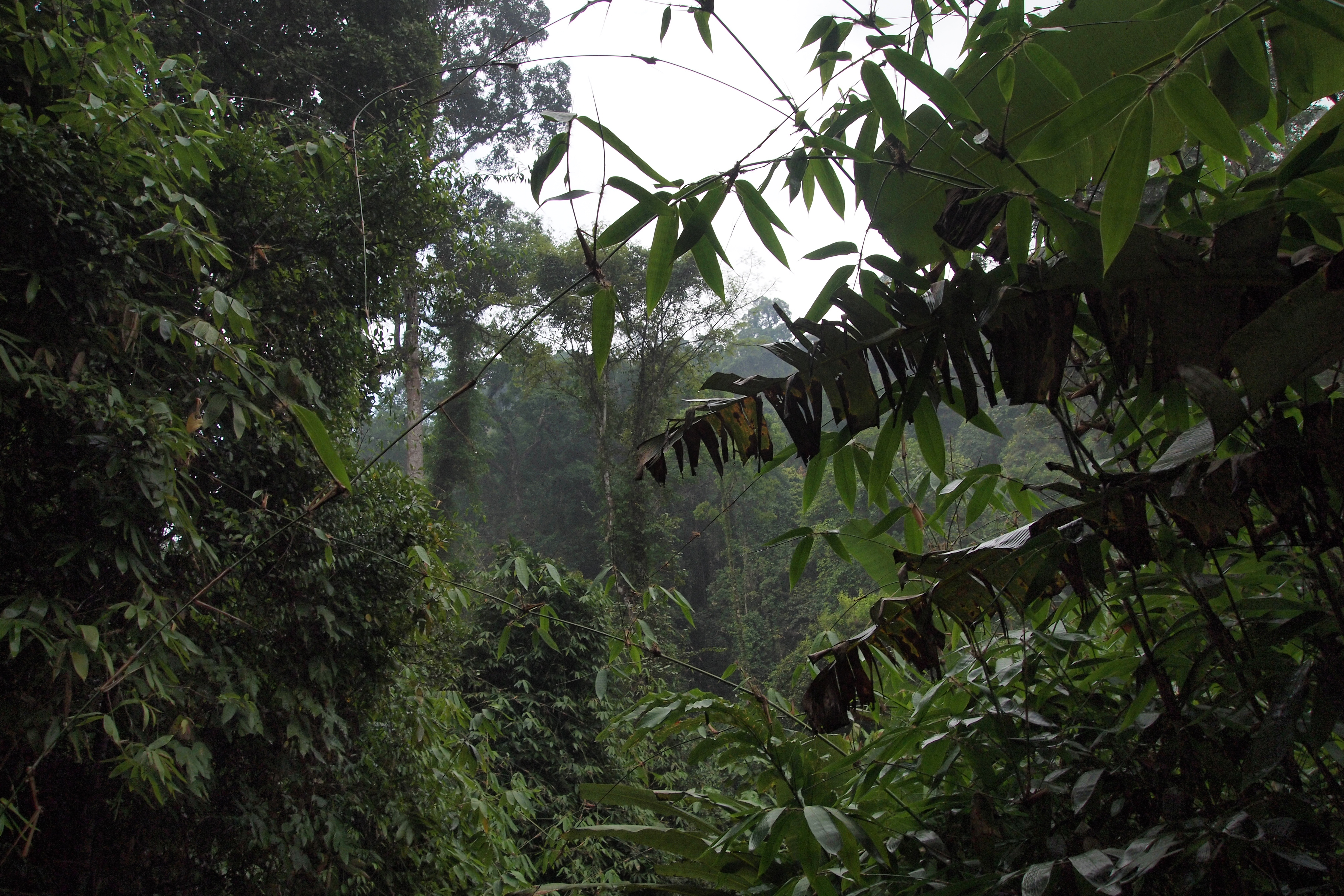
Exemple d'habitat (parc national  de Khao Lak-Lam Ru, Thaïlande).

## Systématique
Papilio paradoxa a été décrit pour la première fois par Johann Leopold Theodor Friedrich Zincken en 1831 dans la revue Nova acta physico-medica, sous le nom Zelima paradoxa.

### Sous-espèces[2]
- Papilio paradoxa paradoxa : Java
- Papilio paradoxa telearchus Hewitson, 1852 : Assam, Nord du Vietnam, Sud de la Birmanie, Sud du Yunnan, Thaïlande.
- Papilio paradoxa telesicles C. & R. Felder, 1864 : Bornéo
- Papilio paradoxa aenigma Wallace, 1865 : Péninsule Malaise, Singapour, Sumatra, Bangka
- Papilio paradoxa niasicus Rothschild, 1895 : Nias
- Papilio paradoxa mesades Fruhstorfer, 1908 : Batu
- Papilio paradoxa melanostoma Jordan, 1909 : Palawan.

## Papilio paradoxaet l'Homme

### Nom vernaculaire
Papilio paradoxa est appelé "Great Mime" en anglais.

### Menaces et conservation
L'espèce n'est pas évaluée par l'UICN et son statut est inconnu. En 1985 elle était considérée comme n'étant commune nulle part mais ne semblait pas pour autant menacée. La sous-espèce telearchus est protégée en Inde tandis que la sous-espèce aenigma n'est pas rare localement dans les forêts de basse et moyenne altitude de la péninsule Malaise.